# Southern Professional Hockey League
Southern Professional Hockey League, SPHL, är en professionell ishockeyliga i USA, där de främst placerade lagen gör upp om slutspelstrofén President's Cup. Ligan bildades inför säsongen 2004/2005, ur spillrorna från flera nedlagda ligor. Ligan innehöll säsongen 2007/2008 7 lag, som kommer från sydöstra USA, med lag från bland annat Florida, Georgia, Alabama, North Carolina och Tennessee. 
Grundserietrofén hette ursprungligen Commissioner's Cup, men bytte namn till ligans grundare William B. Coffeys ära inför säsongen 2007/2008.

## Vinnare

### William B. Coffey Trophy (grundserien)
| 2004/2005 | Knoxville Ice Bears   |
| 2005/2006 | Knoxville Ice Bears   |
| 2006/2007 | Columbus Cottonmouths |
| 2007/2008 | Knoxville Ice Bears   |
| 2008/2009 | Knoxville Ice Bears   |
| 2009/2010 | Mississippi Surge     |
| 2010/2011 | Mississippi Surge     |
| 2011/2012 | Augusta Riverhawks    |
| 2012/2013 | Fayetteville Fireantz |

### President's Cup (slutspel)
| 2004/2005 | Columbus Cottonmouths |
| 2005/2006 | Knoxville Ice Bears   |
| 2006/2007 | Fayetteville Fireantz |
| 2007/2008 | Knoxville Ice Bears   |
| 2008/2009 | Knoxville Ice Bears   |
| 2009/2010 | Huntsville Havoc      |
| 2010/2011 | Mississippi Surge     |
| 2011/2012 | Columbus Cottonmouths |
| 2012/2013 | Pensacola Ice Flyers  |

### Fotnoter
1. ↑  ”History of the SPHL”. SPHL.com. Arkiverad från originalet den 4 januari 2010. https://web.archive.org/web/20100104193545/http://thesphl.com/view/thesphl/history-of-the-sphl. Läst 16 mars 2010.